# Луций Корнелий Сципион Азиатик (консул 83 пр.н.е.)
Вижте пояснителната страница за други личности с името Луций Корнелий Сципион.
Луций Корнелий Сципион Азиатик IV (на латински: Lucius Cornelius Scipio Asiaticus Asiagenus) е политик на късната Римска република.
Той е син на Луций Корнелий Сципион и правнук на Луций Корнелий Сципион Азиатски (консул 190 пр.н.е.).
Сципион през 101 пр.н.е. е магистър на Монетния двор. През съюзническата война 90 пр.н.е. e легат и може, преоблечен като роб, да избяга от обсадения град Езерния.. В 88 пр.н.е. е приет като наследник на Марк Емилий Скавър в Авгурската колегия. През 86 пр.н.е. той става претор. Вероятно следващата година е управител в Македония (вероятно и в Илирия) и води война против илирийски и тракийски племена, между тях майдите, които нахлуват през 85/84 в Гърция и ограбват светилището на Делфи.
През 83 пр.н.е. е избран за консул заедно с Гай Норбан. Когато Сула се връща в Италия и започва гражданската война, Сципион командва, стоящата на лагер при Теанум войска срещу него. Сула побеждава и го пленява и след това освобождава. Сципион е набеден в ръководство на заговор против Сула и затова проскрибиран. Успява да избяга в Масилия, където скоро след това умира.
Неговата дъщеря Корнелия се омъжва за Публий Сестий..
Цицерон го хвали като добър оратор (dicebat non imperite).